# Conflito de Beagle

Mapa das ilhas em questão

O Conflito de Beagle envolveu uma região que divide a Argentina e o Chile na Terra do Fogo, o Estreito de Beagle.
Em 1881, Chile e Argentina assinaram um acordo sobre o Canal de Beagle: a "Paz de los estrechos". Entretanto, mesmo depois da assinatura deste tratado, sempre discutiram seus limites sobre o emaranhado de ilhas que cercam o canal, considerando além dos aspectos geográfico e estratégico (dividindo os oceanos atlântico e pacífico e dando acesso à Antártida), os recursos naturais ali existentes (urânio e petróleo).
Em 1977, o Tribunal internacional preparou um laudo arbitral que considerou chilenas as ilhas, abrindo para este país o acesso ao oceano Atlântico. Esse laudo quase levou os dois países a guerra em 1978, pois a arbitragem foi repudiada pela Argentina.
Em 1978, a questão foi submetida à arbitragem papal pelo Papa João Paulo II, ficando o Chile com as ilhas Nueva, Picton e Lennox, além de controlar o canal de Drake e a Argentina passou a controlar o mar territorial Atlântico e seus recursos pesqueiros e petrolíferos. Atualmente, essa questão não apresenta problemas.

## Mediação Pontifícia
A mediação pontifícia de João Paulo II no final de 1978, dois meses depois do início de seu pontificado, permitiu que Chile e Argentina chegassem a um acordo no conflito sobre os seus limites territoriais na região austral (Canal de Beagle), a disputa era pelo domínio das Ilhas Picton, Lennox e Nueva. As várias negociações e tratados bilaterais, especificamente, sobre o Canal de Beagle e região, não conseguiram solucionar a pendência de soberania. A região é estratégica, além de constituir ponto estratégico de controle da navegação entre o oceano Atlântico e o oceano Pacífico.
O conflito chegou a um nível extremo de tensão no início de dezembro de 1978, durante os governos militares de Pinochet (Chile) e Videla (Argentina), na iminência de uma guerra entre os dois países, chegando ao ponto de que argentinos já estavam colocando em curso uma ação militar chamada "Operação Soberana", para ocupar as ilhas e o Chile continental se necessário. As forças militares estavam em marcha na noite do 21 de dezembro de 1978. O 4º Batalhão de Infantaria da Marinha devia desembarcar nas ilhas às quatro da madrugada do 22 de dezembro. No entanto, foi abortada algumas horas antes, quando a Junta Militar argentina resolveu aceitar a mediação papal.
Para evitar a solução do litígio pela guerra, as partes resolveram recorrer à Mediação da Santa Sé, por intermédio do Papa João Paulo II. Nesse sentido, a chamada Acta de Puerto Montt, assinada entre a Argentina e o Chile, em 20 de fevereiro de 1978, elegia unanimemente o Papa como mediador da disputa em apreço. O Papa interveio com a modalidade pacífica internacional de controvérsias, em primeiro lugar, pelos Bons Ofícios, e em segundo lugar, pela Mediação.
Em mensagem oficial enviada aos dois presidentes, o Papa João Paulo II os exortava a um diálogo, buscando o entendimento sobre o conflito:
| “ | O diálogo não prejudica os direitos e amplia o campo das possibilidades razoáveis, para honra de todos quantos têm a força e o bom senso de o continuar incansavelmente contra todos os obstáculos. | ” |
|   | — Papa João Paulo II - Apelo aos Presidentes -12 de dezembro de 1978. |   |

Em 22 de dezembro de 1978 o Papa comunicou oficialmente que enviaria um representante pessoal, o cardeal italiano Antonio Samorè para mediar as negociações entre os dois governos.
| “ | ...diante das notícias cada vez mais alarmantes que chegavam sobre o agravamento, e sobre o possível, e mesmo temido por não poucos como iminente, precipitar-se da situação, dei conhecimento às Partes da minha disposição — mais até, desejo — de enviar às duas Capitais um representante meu especial, para conseguir mais imediatas e concretas informações sobre as respectivas posições e para se examinarem e procurarem em conjunto as possibilidades duma honrosa composição pacífica do litígio. | ” |
|   | — Papa João Paulo II - Audiência a Cardeais na Santa Sé - 22 de dezembro de 1978. |   |

Com a mediação formal de João Paulo II por intermédio de seu representante, os dois países assinaram em 8 de janeiro de 1979, os Acordos de Montevidéu, no Palácio Taranco, naquela cidade uruguaia.
Quase trinta anos depois, em dezembro de 2008, foi iniciada a construção, na cidade de Monte Aymond, fronteira entre Argentina e Chile, de um monumento em homenagem a João Paulo II e sua dedicação pela paz e integração das nações. Naquela ocasião, o então Papa Bento XVI enviou uma mensagem alusiva à homenagem, às presidentes do Chile, Michelle Bachelet, e da Argentina, Cristina Kirchner. Segundo a presidente Bachelet, a mediação do Papa representou também o início de uma "etapa histórica na relação e cooperação entre os dois países".
O desfecho final para o fim do conflito ocorreu em 29 de novembro de 1984, com a assinatura do Tratado de Paz e Amizade diante do papa, na Capela Paulina (Vaticano). No dia seguinte, João Paulo II discursou na Santa Sé para as delegações da Argentina e do Chile.
| “ | Na solene cerimônia de ontem, Senhores Ministros, assinastes em nome de vossos respectivos Governos, o Tratado de Paz e Amizade que encerrará por definitivo a controvérsia austral que por tantos anos afetou as tradicionais boas relações entre vossos países | ” |
|   | — Papa João Paulo II - Discurso após a assinatura do Tratado de Paz e Amizade - 30 de novembro de 1984. |   |

O Cardeal Samorè, articulador das negociações, não chegaria a ver o desfecho pelo qual se dedicou, pois viria a falecer em 3 de fevereiro de 1983.
| “ | ...Em dezembro de 1978, num momento delicado das relações entre a Argentina e o Chile, escolhi o Cardeal Samorè como meu Enviado Especial junto dos dois Governos e sucessivamente conferi-lhe o encargo de meu representante pessoal para a acção mediadora, que me tinha sido pedida com confiança. A esta delicadíssima tarefa ele aplicou-se até ao fim com a habitual sabedoria, ponderação e fervor. Faço votos por que, com a ajuda do Senhor, a paciente obra realizada pelo Cardeal Samorè possa ser coroada, o mais breve possível, do bom sucesso que todos desejamos. | ” |
|   | — Papa João Paulo II - Homilia nas Exéquias do Cardeal Samorè - 5 de fevereiro de 1983. |   |

Durante o período destas negociações, ocorreu também o conflito conhecido como Guerra das Malvinas, entre Argentina e Grã-Bretanha, entre abril e junho de 1982. Este conflito também teve a intervenção de João Paulo II, que realizou viagens apostólicas à Grã-Bretanha (maio) e à Argentina (junho), buscando acordos de paz. Em carta dirigida aos fiéis chilenos, por ocasião de um encontro com bispos daquele país durante sua viagem apostólica à Argentina, o Papa deixa claro que naquele momento gostaria de estar junto aos fiéis, mas está impossibilitado diante de seus compromissos em ambos os conflitos.